# Visterflo
Visterflo est un petit lac dans les municipalités de Sarpsborg et Fredrikstad, dans le comté d'Østfold en Norvège.

## Description
Avec Ågårdselva et Mingevannet, Visterflo forme un affluent de Glomma et fait partie du Glommavassdraget. Les deux îles fluviales Tunøya et Rolvsøy se trouvent sur les côtés opposés de Visterflo. Le nom Visterflo est également utilisé pour le court tronçon de rivière qui transporte l'eau du lac jusqu'au confluent avec le Glomma à Greåker. La sortie est parfois aussi appelée Rolvsøysund.
A Eidet, au nord-est, au bord du lac , un tunnel en bois s'ouvre depuis le Vestvannet à Isnes. Le tunnel a été utilisé jusqu'en 1985, tant que le bois a été flotté à Glomma.
L'eau est pratiquement au niveau de la mer, mais les marées ne remontent normalement pas aussi loin en amont.